# La pitjor situació possible
"La pitjor situació possible" (títol original en anglès "Worst Case Scenario") és el 25è i penúltim episodi de la tercera temporada i el 67è del total de la sèrie de televisió de ciència-ficció estatunidenca Star Trek: Voyager. Va ser dirigit per Alexander Singer amb un guió de Kenneth Biller. Fou emès a la televisió el 14 de maig de 1997 a la cadena UPN.
Ambientada al segle XXIV, la sèrie segueix les aventures de la tripulació de la Flota Estel·lar i els Maquis de la nau estel·lar USS Voyager després de quedar encallats al Quadrant Delta a desenes de milers d’anys llum de distància de la resta de la Federació. Aquest episodi se centra en esdeveniments que tenen lloc en un sistema de realitat virtual d'una nau espacial (una holocoberta de Star Trek a bord de la USS Voyager), que implica una trama basada en faccions establertes anteriorment a la sèrie, els Maquis i la Flota Estel·lar.

## Argument
Diversos membres de la tripulació de la Voyager descobreixen una simulació d'holocoberta anomenada "Insurrection Alpha", en què els Maquis de la tripulació de la nau s'amotinen contra els oficials de la Flota Estel·lar. El programa sembla inacabat i el seu autor és desconegut. A mesura que el programa es fa popular, Tuvok admet que va escriure el programa ell mateix per entrenar els seus oficials de seguretat en cas d'una possible rebel·lió dels Maquis; tanmateix, com que els Maquis van demostrar integrar-se bé amb els seus companys de tripulació, Tuvok va abandonar el programa, creient que només exacerbaria les tensions a bord de la nau. Tanmateix, atesa la popularitat que ja s'ha tornat la Insurrection Alpha entre la tripulació, Tom Paris s'ofereix a ajudar a completar la resta del programa amb l'ajuda de Tuvok, convertint el programa en una holonovel·la completa.
Quan Paris i Tuvok comencen a treballar en el programa a l’holocoberta, de sobte es troben atrapats a la cel·la virtual. Són dirigits de la versió de la simulació de l'exmembre de la tripulació Seska, i admet que abans d'escapar havia descobert el programa de Tuvok i havia creat aquesta trampa si ell intentava alterar-lo. Les alteracions de Seska no sols afecten l’holocoberta, sinó també altres parts de la "Voyager", amenaçant el benestar de tota la tripulació. Mentre Tuvok i Paris intenten sobreviure a la simulació, la capitana Janeway i B'Elanna Torres intenten fer canvis a la simulació per ajudar-los. Finalment, en trobar-se acorralats per la Seska virtual i la seva tripulació Maquis, Tuvok fa que un dels rifles faser de la simulació es sobrecarregui; l'impacte finalitza la simulació i permet a Tuvok i Paris sortir de l’holocoberta amb seguretat.

## Actors convidats
- Martha Hackett - Seska
- Zach LeBeau - Alferes Larsen

## Recepció
Quan l'episodi es va emetre per primera vegada el 1997, Cinefantastique li va donar una puntuació de 3 estrelles i mitja sobre 4, Star Trek Magazine va donar una puntuació de 3 estrelles sobre 5.
El 2015, SyFy va classificar "La pitjor situació possible" entre els 10 millors episodis de la sèrie, qualificant-lo com una de les històries clàssiques de l’holocoberta de Star Trek. Un any més tard, el van classificar com el 5è millor episodi de l’holocoberta de tota la franquícia Star Trek.
El 2016, The Hollywood Reporter va classificar "La pitjor situació possible" com l'11è millor episodi de Star Trek: Voyager, i com el 64è millor episodi de totes les sèries de televisió de Star Trek fins aleshores.
El 2019, CBR va classificar "La pitjor situació possible" com el 9è millor episodi d’ 'holocoberta' de tota la franquícia Star Trek.

## Mitjans domèstics
"La pitjor situació possible" es va estrenar en DVD el 6 de juliol de 2004, com a part de Star Trek Voyager: Complete Third Season, amb àudio Dolby 5.1 surround.
El 2017, la sèrie de televisió completa Star Trek: Voyager es va publicar en una caixa recopilatòria de DVD, que incloïa "La pitjor situació possible" com a part dels discs de la temporada 3..